# باد موسکاو
شهر باد موسکاو (به آلمانی: Bad Muskau) در ایالت زاکسن در کشور آلمان واقع شده است.